# Nati il 20 marzo

## I secolo a.C.(1)
- 43 a.C. - Publio Ovidio Nasone, poeta romano

## XIII secolo(1)
- 1224 - Sofia di Turingia, nobile tedesca († 1275)

## XV secolo(7)
- 1439 - Giovanna d'Aviz, principessa portoghese († 1475)
- 1448 - Maria di Savoia, nobile italiana († 1475)
- 1469 - Cecilia di York, principessa inglese († 1507)
- 1477 - Hieronymus Emser, teologo e umanista tedesco († 1527)
- 1479 - Ippolito d'Este, cardinale e arcivescovo cattolico italiano († 1520)
- 1492 - Giovanni II del Palatinato-Simmern, nobile tedesco († 1557)
- 1497 - Atahualpa, imperatore inca († 1533)

## XVI secolo(8)
- 1502 - Pierino Belli, giurista italiano († 1575)
- 1532 - Giovanni de Ribera, patriarca cattolico e santo spagnolo († 1611)
- 1534 - Francesco Mantica, cardinale e giurista italiano († 1614)
- 1550 - Elisabetta di Brunswick-Grubenhagen, nobildonna tedesca († 1586)
- 1572 - Otto III di Brunswick, nobile tedesco († 1641)
- 1577 - Alessandro Tiarini, pittore italiano († 1668)
- 1583 - Alvise Mocenigo, politico e ammiraglio italiano († 1654)
- 1592 - Giovanni da San Giovanni, pittore italiano († 1636)

## XVII secolo(21)
- 1601 - Enrico di Lorena-Harcourt, generale francese († 1666)
- 1606 - Georg von Derfflinger, generale prussiano († 1695)
- 1612 - Anne Bradstreet, poetessa statunitense († 1672)
- 1615 - Dara Shikoh, principe e scrittore indiano († 1659)
- 1619 - Giorgio Alberto di Brandeburgo-Kulmbach, nobile tedesco († 1666)
- 1622 - Ricciarda Cybo Malaspina, nobildonna italiana († 1683)
- 1629 - Anna di Horne, nobildonna belga († 1693)
- 1634 - Balthasar Bekker, presbitero, filosofo e teologo olandese († 1698)
- 1635 - Elisabetta Amalia d'Assia-Darmstadt, nobildonna († 1709)
- 1639 - Ivan Mazeppa, militare ucraino († 1709)
- 1645 - Gabriel Kessler, pittore austriaco († 1719)
- 1647 - Jean de Hautefeuille, fisico, inventore e abate francese († 1724)
- 1657 - Luigi Omodei, cardinale italiano († 1706)
- 1662 - Giuseppe Averani, giurista e naturalista italiano († 1738)
- 1664 - Johann Baptist Homann, cartografo, editore e incisore tedesco († 1724)
- 1668 - Giuseppe Bonatti, organaro italiano († 1752)
- 1671 - Edmund Chishull, presbitero, teologo e antiquario inglese († 1733)
- 1678 - Antoni Viladomat, pittore spagnolo († 1755)
- 1680 - Emanuele d'Astorga, compositore e letterato italiano († 1757)
- 1688 - Giuseppe Livizzani Mulazzani, cardinale italiano († 1754)
- 1691 - Dorotea Guglielmina di Sassonia-Zeitz, duchessa († 1743)

## XVIII secolo(35)
- 1702 - Giovanni Ludovico Luchi, religioso, storico e paleografo italiano († 1788)
- 1724 - Duncan Ban MacIntyre, poeta scozzese († 1812)
- 1725 - Abdül Hamid I, sultano ottomano († 1789)
- 1728 - Johann Georg Krünitz, enciclopedista tedesco († 1796)
- 1728 - Samuel-Auguste Tissot, medico svizzero († 1797)
- 1730 - Dar'ja Nikolaevna Saltykova, serial killer russa († 1801)
- 1735 - Torbern Olof Bergman, chimico e mineralogista svedese († 1784)
- 1736 - Buddha Yodfa Chulaloke, militare siamese († 1809)
- 1739 - Maria Giuseppa di Baviera († 1767)
- 1743 - William Harcourt, III conte Harcourt, nobile e militare inglese († 1830)
- 1750 - Giorgio Crinazzi, musicista, tenore e compositore italiano († 1782)
- 1754 - Aleksandr Semënovič Šiškov, politico, militare e scrittore russo († 1841)
- 1755 - Franz Seraph von Porcia, nobile e politico austriaco († 1827)
- 1757 - Julien-François Douillard, architetto e politico francese († 1833)
- 1761 - George Tierney, politico britannico († 1830)
- 1762 - Maria Teresa Elisabetta d'Asburgo-Lorena, nobile († 1770)
- 1766 - Filippo Pananti, poeta italiano († 1837)
- 1767 - Jean-Victor Bertin, pittore francese († 1842)
- 1770 - Friedrich Hölderlin, poeta tedesco († 1843)
- 1772 - Johann Abraham Albers, medico tedesco († 1821)
- 1772 - Carlo Emanuele Sardagna de Hohenstein, arcivescovo cattolico italiano († 1840)
- 1774 - Aleksandra Petrovna Protasova, nobildonna russa († 1842)
- 1776 - Richard Temple-Nugent-Brydges-Chandos-Grenville, I duca di Buckingham e Chandos, politico britannico († 1839)
- 1777 - Edmund P. Gaines, generale statunitense († 1849)
- 1780 - Joseph Mössmer, pittore austriaco († 1845)
- 1781 - Joseph Paelinck, pittore belga († 1839)
- 1782 - Manuel Joaquín Tarancón y Morón, cardinale e arcivescovo cattolico spagnolo († 1862)
- 1783 - William Price Hunt, statunitense († 1842)
- 1786 - Adrien-Hubert Brué, esploratore e cartografo francese († 1832)
- 1788 - Thomas Medwin, poeta e traduttore britannico († 1869)
- 1794 - René Primevère Lesson, naturalista francese († 1849)
- 1796 - Louis von Mutius, generale prussiano († 1866)
- 1799 - Karl August Nicander, poeta svedese († 1839)
- 1800 - Pëtr Kuz'mič Pachtusov, navigatore, esploratore e cartografo russo († 1835)
- 1800 - James Smith, ottico inglese († 1873)

## XIX secolo(169)
- 1801 - Charles La Trobe, politico britannico († 1875)
- 1804 - Michelangelo Caetani, nobile, politico e letterato italiano († 1882)
- 1804 - Neal Dow, politico e attivista statunitense († 1897)
- 1804 - Salvatore Lo Forte, pittore italiano († 1885)
- 1804 - Stephen Palfrey Webb, politico statunitense († 1879)
- 1806 - Désiré Nisard, scrittore e traduttore francese († 1888)
- 1808 - Antoine Étex, scultore, pittore e architetto francese († 1888)
- 1809 - Paolo Pallia, teologo, politico e patriota italiano († 1837)
- 1811 - George Caleb Bingham, pittore statunitense († 1879)
- 1811 - Napoleone II di Francia, francese († 1832)
- 1811 - Otto Kohlrausch, chirurgo tedesco († 1854)
- 1812 - George Bibb Crittenden, generale statunitense († 1880)
- 1812 - Auguste Mestral, fotografo francese († 1884)
- 1812 - Charles Vincent Walker, fisico inglese († 1882)
- 1813 - Antonio Gazzoletti, giurista e poeta italiano († 1866)
- 1817 - Agostino Daldini, presbitero e botanico svizzero († 1895)
- 1818 - Johan Martin Christian Lange, botanico e micologo danese († 1898)
- 1819 - Emilio Altieri, VII principe di Oriolo, principe italiano († 1900)
- 1820 - Alexandru Ioan Cuza, nobile rumeno († 1873)
- 1820 - Gian Vincenzo Pellicciotti, patriota, poeta e giornalista italiano († 1863)
- 1823 - Ned Buntline, scrittore e giornalista statunitense († 1886)
- 1824 - Theodor von Heuglin, ornitologo e esploratore tedesco († 1876)
- 1824 - Caroline Lenferna de Laresle, religiosa mauriziana († 1900)
- 1825 - Pietro Saulini Patrizi, vescovo cattolico italiano († 1887)
- 1825 - Luigi Serravalle, militare italiano († 1874)
- 1826 - Ruggiero Bonghi, filologo e politico italiano († 1895)
- 1826 - Augustus Wollaston Franks, antiquario britannico († 1897)
- 1827 - Alfred Assollant, romanziere francese († 1886)
- 1827 - Alexander Spengler, medico svizzero († 1901)
- 1828 - Federico Carlo di Prussia, generale prussiano († 1885)
- 1828 - Henrik Ibsen, drammaturgo, poeta e regista teatrale norvegese († 1906)
- 1828 - Simone Pacoret de Saint-Bon, ammiraglio e politico italiano († 1892)
- 1828 - Louis Sussmann-Hellborn, pittore e scultore tedesco († 1908)
- 1830 - Alessandro Asinari di San Marzano, politico e generale italiano († 1906)
- 1831 - Theodor Aman, pittore rumeno († 1891)
- 1831 - Isabel Burton, scrittrice e esploratrice britannica († 1896)
- 1832 - Orazio Dogliotti, generale e scrittore italiano († 1892)
- 1833 - Daniel Dunglas Home, scozzese († 1886)
- 1834 - Charles W. Eliot, educatore statunitense († 1926)
- 1834 - Arthur Orton, truffatore britannico († 1898)
- 1836 - Leopoldo Mauroner, militare e politico italiano († 1928)
- 1836 - Edward Poynter, pittore inglese († 1919)
- 1838 - Henry Montague Hozier, ufficiale inglese († 1907)
- 1839 - Demeter Diamantidi, alpinista, pittore e sportivo austriaco († 1893)
- 1840 - Franz Mertens, matematico polacco († 1927)
- 1841 - Giuseppe Sergi, antropologo e psicologo italiano († 1936)
- 1841 - Muziano Maria Wiaux, religioso belga († 1917)
- 1842 - Francis Buchanan White, botanico e entomologo scozzese († 1894)
- 1842 - Charley Reynolds, esploratore statunitense († 1876)
- 1845 - Quinto Cenni, pittore e illustratore italiano († 1917)
- 1845 - William Richard Gowers, neurologo e pediatra inglese († 1915)
- 1845 - Victor Child Villiers, VII conte di Jersey, nobile e politico inglese († 1915)
- 1846 - Giulio Bizzozero, ematologo, patologo e politico italiano († 1901)
- 1848 - George Thibaut, indologo tedesco († 1914)
- 1851 - Pietro Abbà Cornaglia, compositore italiano († 1894)
- 1852 - Raffaele Armenise, pittore e incisore italiano († 1925)
- 1852 - Frank MacKey, giocatore di polo statunitense († 1927)
- 1853 - Dmitrij Sergeevič Sipjagin, politico russo († 1902)
- 1855 - Elard von Oldenburg-Januschau, politico tedesco († 1937)
- 1856 - Gaetano Bisleti, cardinale italiano († 1937)
- 1856 - John Lavery, pittore irlandese († 1941)
- 1856 - Frederick Taylor, ingegnere e imprenditore statunitense († 1915)
- 1856 - Josef Franz Wagner, compositore e direttore d'orchestra austriaco († 1908)
- 1857 - Emanuele Gianturco, giurista e politico italiano († 1907)
- 1857 - Camillo Mancini, ingegnere e politico italiano († 1925)
- 1857 - Luigi Sugana, drammaturgo italiano († 1904)
- 1858 - Paul Quinsac, pittore francese († 1929)
- 1859 - Enrico Mazzoccolo, magistrato, giurista e politico italiano († 1939)
- 1859 - Edmond Slade, ammiraglio inglese († 1928)
- 1859 - Hermann Thoms, chimico tedesco († 1931)
- 1860 - Maria Gażycz, pittrice polacca († 1935)
- 1860 - Alfred Gercke, filologo classico tedesco († 1922)
- 1861 - Sigrid Arnoldson, soprano svedese († 1943)
- 1863 - Carlo Castelli, arcivescovo cattolico italiano († 1933)
- 1863 - Ernesto Nazareth, compositore e pianista brasiliano († 1934)
- 1865 - Jeanne d'Alcy, attrice francese († 1956)
- 1865 - Hermann Picha, attore tedesco († 1936)
- 1865 - Agostino Maria Trucco, economista italiano († 1940)
- 1867 - Henri Bellery-Desfontaines, pittore, incisore e architetto francese († 1909)
- 1867 - Crittenden Marriott, romanziere, sceneggiatore e regista statunitense († 1932)
- 1869 - Giovanni Di Pirro, matematico italiano († 1934)
- 1870 - Paul Emil von Lettow-Vorbeck, generale tedesco († 1964)
- 1870 - Charles Pyrah, tuffatore statunitense († 1925)
- 1871 - Mogens Ballin, pittore danese († 1914)
- 1871 - Joe McGinnity, giocatore di baseball e allenatore di baseball statunitense († 1929)
- 1871 - Harry von Meter, attore statunitense († 1956)
- 1872 - Karin Michaëlis, scrittrice e giornalista danese († 1950)
- 1872 - Sof'ja Nikolaevna Smidovič, rivoluzionaria e politica russa († 1934)
- 1872 - Antonio Vela, canottiere spagnolo († 1950)
- 1873 - Jules Lebreton, gesuita e storico francese († 1956)
- 1874 - Antonio Lucarelli, storico italiano († 1952)
- 1874 - Börries von Münchausen, scrittore tedesco († 1945)
- 1875 - Alberto Bachmann, violinista, compositore e musicologo francese († 1963)
- 1875 - Vladimir Sergeevič Ignatovskij, fisico sovietico († 1942)
- 1876 - Hermann Bauer, imprenditore e dirigente sportivo svizzero († 1901)
- 1876 - William Payne Whitney, imprenditore e filantropo statunitense († 1927)
- 1876 - Knute Rahm, attore svedese († 1957)
- 1876 - Lina Schwarz, poetessa e traduttrice italiana († 1947)
- 1877 - Antonio Cippico, politico italiano († 1935)
- 1877 - Mattia Moresco, giurista e politico italiano († 1946)
- 1877 - Oton Vinski, banchiere croato († 1942)
- 1878 - Enrico XXIV di Reuss-Greiz, principe tedesco († 1927)
- 1878 - William Edmund Harper, astronomo canadese († 1940)
- 1878 - Pietro Pocek, pittore montenegrino († 1963)
- 1878 - André Rabel, schermidore francese († 1934)
- 1879 - Maud Menten, scienziata, fisica e chimica canadese († 1960)
- 1879 - Basile Tanghe, missionario e vescovo cattolico belga († 1947)
- 1880 - Maurice Goguel, teologo e storico delle religioni francese († 1955)
- 1881 - Adriano Arnoldo, tiratore di fune italiano
- 1881 - Dora Kallmus, fotografa austriaca († 1963)
- 1881 - Eugène Schueller, farmacista francese († 1957)
- 1882 - Giuseppe Cenzato, imprenditore italiano († 1969)
- 1882 - René Coty, politico francese († 1962)
- 1882 - Hayward Mack, attore statunitense († 1921)
- 1882 - Harry Weber, golfista statunitense († 1933)
- 1883 - Fëdor Andreevič Sergeev, rivoluzionario e politico russo († 1921)
- 1884 - Louis Chaudet, regista e sceneggiatore statunitense († 1965)
- 1884 - Giuseppe Ciabattini, attore, regista e scrittore italiano († 1962)
- 1884 - Philipp Frank, fisico, matematico e filosofo austriaco († 1966)
- 1884 - Eugen Herrigel, filosofo tedesco († 1955)
- 1885 - Henri Mondor, medico, scrittore e biografo francese († 1962)
- 1885 - Cesare Sessa, politico e partigiano italiano († 1954)
- 1886 - André Utter, pittore francese († 1948)
- 1886 - Sergej Alekseevič Žarov, direttore di coro e compositore russo († 1985)
- 1887 - Gilbert Brébion, calciatore francese († 1970)
- 1887 - Lawrence M. Judd, politico statunitense († 1968)
- 1887 - Pat Page, cestista, giocatore di baseball e giocatore di football americano statunitense († 1965)
- 1887 - Piero Pisenti, politico e avvocato italiano († 1980)
- 1887 - Henrik Robert, velista norvegese († 1971)
- 1887 - Paul Schebesta, religioso, antropologo e linguista tedesco († 1967)
- 1888 - Pietro Bruzzi, anarchico, operaio e partigiano italiano († 1945)
- 1888 - Renée Sintenis, scultrice tedesca († 1965)
- 1889 - Lionel Greenstreet, esploratore, marinaio e militare britannico († 1979)
- 1889 - Aleksandr Vertinskij, cantante, poeta e attore russo († 1957)
- 1889 - Valdemaro di Prussia, principe († 1945)
- 1890 - Domenico Cittera, ciclista su strada italiano († 1958)
- 1890 - Beniamino Gigli, tenore e attore italiano († 1957)
- 1890 - Fania Marinoff, attrice russa († 1971)
- 1890 - Arnaldo Ranaldi, politico italiano († 1971)
- 1890 - Gastone Razzaguta, scrittore, pittore e critico d'arte italiano († 1950)
- 1891 - Camillo Corsanego, giurista e politico italiano († 1963)
- 1891 - Edmund Goulding, regista e sceneggiatore britannico († 1959)
- 1892 - Ludwig Crüwell, generale tedesco († 1958)
- 1892 - Vincenzo Cuccia, schermidore italiano († 1979)
- 1892 - Menotti Del Picchia, poeta, scrittore e pittore brasiliano († 1988)
- 1892 - Luigi Oggioni, magistrato italiano († 1979)
- 1892 - Pedro Olivieri, allenatore di calcio uruguaiano
- 1893 - Theodor Krancke, ammiraglio tedesco († 1973)
- 1894 - Jan Hendrik Hofmeyr, politico sudafricano († 1948)
- 1894 - Hans Langsdorff, militare tedesco († 1939)
- 1894 - Hermine Sterler, attrice tedesca († 1982)
- 1894 - Edwin Tietjens, psichiatra tedesco († 1944)
- 1895 - Robert Benoist, pilota automobilistico e partigiano francese († 1944)
- 1895 - Elsie Greeson, attrice statunitense († 1995)
- 1895 - Raffaele Mattioli, banchiere, economista e mecenate italiano († 1973)
- 1895 - Fredric Wertham, psichiatra statunitense († 1981)
- 1896 - Moyshe Kulbak, poeta e scrittore bielorusso († 1937)
- 1896 - Hal Walker, regista statunitense († 1972)
- 1897 - Juan Francia, calciatore argentino († 1962)
- 1897 - Aldo Enzo Pignatari, politico italiano († 1969)
- 1897 - Pina Piovani, attrice italiana († 1955)
- 1898 - Charles Gairdner, generale britannico († 1983)
- 1898 - Luis Palés Matos, scrittore e poeta portoricano († 1959)
- 1898 - Henk Tempel, calciatore olandese († 1944)
- 1898 - Fulco di Verdura, artista e nobile italiano († 1978)
- 1898 - Eduard Wiiralt, pittore estone († 1954)
- 1899 - Cəfər Cabbarlı, drammaturgo, poeta e attore azero († 1934)
- 1899 - Lazar Fundo, scrittore e giornalista albanese († 1944)
- 1900 - Hans Rehmann, attore svizzero († 1939)

## XX secolo(949)
- 1901 - Carlo Alianello, scrittore e sceneggiatore italiano († 1981)
- 1901 - Piero Ballerini, regista e sceneggiatore italiano († 1955)
- 1901 - Pietro Barbieri, calciatore italiano († 1954)
- 1901 - Gaston Palewski, politico francese († 1984)
- 1901 - Ebe Poli, pittrice italiana († 1993)
- 1901 - Bruno Rizzi, politico italiano († 1977)
- 1901 - Antonio d'Asburgo-Lorena, nobile († 1987)
- 1902 - Mario Magnozzi, calciatore e allenatore di calcio italiano († 1971)
- 1902 - Ezio Selva, tuffatore e pilota motonautico italiano († 1957)
- 1902 - Giuseppe Varni, attore polacco († 1965)
- 1903 - Folke Bohlin, velista svedese († 1972)
- 1903 - Edgar Buchanan, attore statunitense († 1979)
- 1903 - Luigi Romano Menini, medico e politico italiano
- 1903 - Bruno Midali, calciatore e allenatore di calcio italiano († 1978)
- 1903 - Albert Pinkus, scacchista e esploratore statunitense († 1984)
- 1903 - Vincent Richards, tennista statunitense († 1959)
- 1903 - Maria Giuseppa Robucci, supercentenaria italiana († 2019)
- 1904 - Alexandra Curzon, nobildonna inglese († 1995)
- 1904 - Walter Elsasser, fisico e biologo tedesco († 1991)
- 1904 - Roberto Figueroa, calciatore uruguaiano († 1989)
- 1904 - Robert Marichal, paleografo, latinista e bibliotecario francese († 1999)
- 1904 - Bianca Pittoni, politica italiana († 1993)
- 1904 - Burrhus Skinner, psicologo statunitense († 1990)
- 1904 - Giorgio Valerio, dirigente d'azienda italiano († 1979)
- 1904 - Claudio Vender, architetto italiano († 1986)
- 1905 - Raymond Cattell, psicologo britannico († 1998)
- 1905 - Mino Caudana, giornalista, sceneggiatore e autore televisivo italiano († 1974)
- 1905 - Mario Cometto, calciatore italiano († 1931)
- 1905 - Vera Panova, scrittrice russa († 1973)
- 1906 - Abraham Beame, politico statunitense († 2001)
- 1906 - Giorgio Giobbe, militare italiano († 1941)
- 1906 - Nikolaus Hirschl, lottatore austriaco († 1991)
- 1906 - Sten Moe, calciatore norvegese († 1975)
- 1907 - Gino Archesso, calciatore italiano († 1989)
- 1907 - Henry Grace, scenografo statunitense († 1983)
- 1907 - Hugh MacLennan, scrittore canadese († 1990)
- 1907 - Ruby Muhammad, religiosa statunitense († 2011)
- 1908 - Leone Della Latta, calciatore e allenatore di calcio italiano
- 1908 - Kathryn Forbes, scrittrice statunitense († 1966)
- 1908 - Oskar Heil, inventore tedesco († 1994)
- 1908 - Dave Petillo, mafioso statunitense († 1983)
- 1908 - Michael Redgrave, attore britannico († 1985)
- 1908 - Roger Trinquier, militare francese († 1986)
- 1908 - François-Albert Viallet, filosofo francese († 1977)
- 1909 - Silvio Angelucci, militare e aviatore italiano († 1942)
- 1909 - Giorgio Candeloro, storico italiano († 1988)
- 1909 - Aristide Colonna, filologo classico e grecista italiano († 1999)
- 1909 - Judith Evelyn, attrice statunitense († 1967)
- 1909 - Jerre Mangione, saggista statunitense († 1998)
- 1909 - Alessandro Morino, politico italiano († 1969)
- 1909 - Paride Romagnoli, lottatore italiano († 1992)
- 1910 - Erwin Blask, martellista tedesco († 1999)
- 1910 - Vincenzo Carrese, fotografo italiano († 1981)
- 1910 - Kim Il, politico nordcoreano († 1984)
- 1911 - Jiří Čtyřoký, cestista cecoslovacco († 2004)
- 1911 - Paul Fraisse, psicologo francese († 1996)
- 1911 - Alfonso García Robles, politico e diplomatico messicano († 1991)
- 1911 - Arthur Knautz, pallamanista tedesco († 1943)
- 1911 - Gottfried Reinhardt, regista, produttore cinematografico e sceneggiatore austriaco († 1994)
- 1911 - Arne Tollbom, schermidore svedese († 1971)
- 1912 - Nino Almasio, calciatore italiano
- 1912 - Hernán Bolaños, allenatore di calcio e calciatore costaricano († 1992)
- 1912 - Pietro Gramigna, militare italiano († 1987)
- 1912 - Harry Klinefelter, medico statunitense († 1990)
- 1912 - José Magriñá, calciatore cubano († 1988)
- 1912 - Chelso Tamagno, cestista statunitense († 1986)
- 1912 - Wang Shixuan, cestista cinese († 1983)
- 1913 - Jānis Rozītis, calciatore lettone († 1942)
- 1913 - Nikolai Stepulov, pugile estone († 1968)
- 1914 - Wendell Corey, attore statunitense († 1968)
- 1914 - Crahan Denton, attore statunitense († 1966)
- 1914 - Hugo García, pallanuotista uruguaiano
- 1914 - Stanley Mason, chimico canadese († 1987)
- 1915 - Christof Exner, geologo austriaco († 2007)
- 1915 - Rudolf Kirchschläger, diplomatico e politico austriaco († 2000)
- 1915 - Amos Matteucci, giavellottista italiano († 2008)
- 1915 - Florence Morrison, attrice statunitense († 2000)
- 1915 - Svjatoslav Teofilovič Richter, pianista sovietico († 1997)
- 1916 - Pierre Messmer, politico francese († 2007)
- 1917 - Peter Caddy, militare, esoterista e attivista britannico († 1994)
- 1917 - Donald Hawgood, canoista canadese († 2010)
- 1917 - Hans Hohenester, bobbista tedesco († 2001)
- 1917 - Vera Lynn, cantante britannica († 2020)
- 1917 - Antonio Marzotto Caotorta, politico italiano († 2011)
- 1917 - Adolfo Rebez, militare e aviatore italiano († 1941)
- 1917 - Yigael Yadin, generale, archeologo e politico israeliano († 1984)
- 1918 - Marian McPartland, pianista e compositrice britannica († 2013)
- 1918 - Belus Smawley, cestista e allenatore di pallacanestro statunitense († 2003)
- 1918 - Bernd Alois Zimmermann, compositore tedesco († 1970)
- 1919 - Gennaro Angiulo, mafioso statunitense († 2009)
- 1919 - Gerhard Barkhorn, aviatore tedesco († 1983)
- 1919 - Silvio Di Gennaro, calciatore e allenatore di calcio italiano († 1983)
- 1919 - Rodolfo Doni, scrittore e banchiere italiano († 2011)
- 1919 - Marcello Garosi, militare e partigiano italiano († 1944)
- 1919 - Pietro Magni, calciatore e allenatore di calcio italiano († 1992)
- 1919 - Tor Nilsson, lottatore svedese († 1989)
- 1919 - Alberto Perrini, drammaturgo e critico teatrale italiano († 2007)
- 1919 - Toshio Ōta, aviatore giapponese († 1942)
- 1920 - Federico Bigi, politico sammarinese († 1996)
- 1920 - Bruno Cester, fisico e astronomo italiano († 2017)
- 1920 - Andrée Chedid, poetessa e scrittrice egiziana († 2011)
- 1920 - Sergio Forti, militare e partigiano italiano († 1944)
- 1920 - Pamela Harriman, diplomatica e socialite britannica († 1997)
- 1920 - Bruno Ispiro, calciatore italiano († 1992)
- 1920 - Emilio Mattucci, politico italiano († 2000)
- 1920 - Mario Mlacher, calciatore italiano
- 1920 - Qemal Stafa, politico albanese († 1942)
- 1920 - Bruno Tuscano, partigiano italiano († 1945)
- 1921 - Maria Luisa Falorni, psicologa italiana († 2002)
- 1921 - Usmar Ismail, regista, sceneggiatore e produttore cinematografico indonesiano († 1971)
- 1921 - Henri Labussière, attore e doppiatore francese († 2008)
- 1921 - Amadou-Mahtar M'Bow, educatore e funzionario senegalese († 2024)
- 1921 - Isa Pizzoni, scultrice italiana († 2008)
- 1921 - Alfréd Rényi, matematico ungherese († 1970)
- 1921 - Velia Sacchi, partigiana e giornalista italiana († 2015)
- 1921 - Daniel Philip Waley, storico inglese († 2017)
- 1922 - Irina Antonova, museologa e storica dell'arte russa († 2020)
- 1922 - Luigi Bosco, calciatore italiano († 2006)
- 1922 - Wyndol Gray, cestista statunitense († 1994)
- 1922 - Jack Kruschen, attore canadese († 2002)
- 1922 - Carl Reiner, attore, comico e sceneggiatore statunitense († 2020)
- 1923 - Dino Bonsanti, allenatore di calcio e dirigente sportivo italiano († 1997)
- 1923 - Aldo Jacovitti, politico italiano († 2016)
- 1923 - Con Martin, calciatore irlandese († 2013)
- 1924 - Philip Abbott, attore statunitense († 1998)
- 1924 - Anne Barton, attrice statunitense († 2000)
- 1924 - Martin Hoffman, psicologo statunitense († 2022)
- 1924 - Per Jacobsen, calciatore norvegese († 2012)
- 1924 - Jozef Kroner, attore slovacco († 1998)
- 1924 - Gilbert Ouy, medievista e bibliotecario francese († 2011)
- 1924 - Peter Sturrock, astrofisico britannico († 2024)
- 1925 - John Ehrlichman, politico statunitense († 1999)
- 1925 - Giancarlo Forlani, calciatore italiano († 2010)
- 1925 - Bill Lignante, fumettista statunitense († 2018)
- 1925 - Jaroslava Mirovická, pallavolista e cestista cecoslovacca († 2009)
- 1925 - David Warren, chimico e inventore australiano († 2010)
- 1926 - Mitsumasa Anno, illustratore e scrittore giapponese († 2020)
- 1926 - Marisa Caciolli, ex cestista italiana
- 1926 - Leonid Cypkin, scrittore e medico sovietico († 1982)
- 1926 - Élisabeth di Chimay, principessa belga († 2023)
- 1926 - Alfeo Mizzau, politico italiano († 2008)
- 1927 - Juan Buceta, pallanuotista uruguaiano († 2017)
- 1927 - John Joubert, compositore britannico († 2019)
- 1927 - Pier Ugo Melandri, calciatore e dirigente sportivo italiano († 2007)
- 1927 - Julio Ribéra, fumettista spagnolo († 2018)
- 1927 - Teofilo Sanson, imprenditore e dirigente sportivo italiano († 2014)
- 1928 - Jerome Biffle, lunghista statunitense († 2002)
- 1928 - Luigi Vittorio Ferraris, diplomatico italiano († 2018)
- 1928 - Fred Rogers, pastore protestante e personaggio televisivo statunitense († 2003)
- 1929 - George DeCicco, mafioso statunitense († 2014)
- 1929 - Renato Dini, ex calciatore italiano
- 1929 - Dionisia García, poetessa e scrittrice spagnola
- 1929 - Rudi Glöckner, arbitro di calcio tedesco orientale († 1999)
- 1929 - Alessandro Roveri, storico italiano († 2020)
- 1929 - Willi Sippel, ex calciatore tedesco
- 1929 - Shirley Stoler, attrice statunitense († 1999)
- 1930 - Chuck Darling, cestista statunitense († 2021)
- 1930 - Giorgio De Giuseppe, avvocato e ex politico italiano
- 1930 - Michel Magne, compositore francese († 1984)
- 1930 - Wes Richardson, giocatore di curling canadese († 2011)
- 1930 - Thomas Stafford Williams, cardinale e arcivescovo cattolico neozelandese († 2023)
- 1931 - István Avar, attore ungherese († 2014)
- 1931 - Hal Linden, attore e cantante statunitense
- 1931 - Rein Raamat, regista e sceneggiatore estone
- 1931 - Karen Steele, attrice statunitense († 1988)
- 1931 - Jan Zagers, ciclista su strada belga († 2022)
- 1932 - Giovanni Lievore, giavellottista italiano († 2025)
- 1932 - Tetsuo Okamoto, nuotatore brasiliano († 2007)
- 1932 - Víctor Pignanelli, calciatore uruguaiano († 2006)
- 1932 - Giovanni Russo, politico e avvocato italiano († 2016)
- 1932 - Ideo Stefani, calciatore italiano († 2017)
- 1932 - Marthe Villalonga, attrice francese
- 1933 - Henryk Muszyński, arcivescovo cattolico polacco
- 1933 - Michael Pfleghar, regista e sceneggiatore tedesco († 1991)
- 1933 - Nikola Radović, calciatore jugoslavo († 1991)
- 1933 - Azeglio Vicini, calciatore e allenatore di calcio italiano († 2018)
- 1934 - Peter Berling, attore, scrittore e sceneggiatore tedesco († 2017)
- 1934 - Willie Brown, politico statunitense
- 1934 - Mario Joseph Conti, arcivescovo cattolico britannico († 2022)
- 1934 - David Malouf, scrittore australiano
- 1934 - Renato Salvatori, attore italiano († 1988)
- 1934 - Robert Fortune Sanchez, arcivescovo cattolico statunitense († 2012)
- 1935 - Ted Bessell, attore e regista televisivo statunitense († 1996)
- 1935 - Michail Chergiani, alpinista sovietico († 1969)
- 1935 - Óscar Chávez, cantante e attore messicano († 2020)
- 1935 - Valentina Kostikova, cestista sovietica († 1997)
- 1935 - Arne Kotte, calciatore norvegese († 2015)
- 1935 - Giacomo Randazzo, dirigente sportivo italiano
- 1935 - Piero Antonio Toma, giornalista, scrittore e editore italiano
- 1936 - Marie Daveluy, soprano canadese
- 1936 - Bruce M. Fischer, attore statunitense († 2018)
- 1936 - Evelyn Fox Keller, fisica statunitense († 2023)
- 1936 - Takeo Kamachi, tiratore a segno giapponese († 2014)
- 1936 - Vaughn Meader, comico e imitatore statunitense († 2004)
- 1936 - Lee "Scratch" Perry, produttore discografico, musicista e cantante giamaicano († 2021)
- 1936 - Knud Søndergaard, attivista danese
- 1937 - Jeremy Larner, scrittore e sceneggiatore statunitense
- 1937 - Lois Lowry, scrittrice statunitense
- 1937 - António Morato, calciatore portoghese († 2025)
- 1937 - Lina Morgan, attrice spagnola († 2015)
- 1937 - Helmut Recknagel, ex saltatore con gli sci e dirigente sportivo tedesco
- 1937 - Jerry Reed, cantautore e attore statunitense († 2008)
- 1937 - David Segal, ex velocista britannico
- 1938 - John Barnhill, cestista e allenatore di pallacanestro statunitense († 2013)
- 1938 - Sergej Petrovič Novikov, matematico sovietico († 2024)
- 1938 - Jona Oberski, scrittore olandese
- 1938 - Dieter Seiz, ex pallanuotista tedesco
- 1938 - Harry Vriend, ex pallanuotista e allenatore di pallanuoto olandese
- 1939 - Luciano Agostiniani, linguista italiano († 2022)
- 1939 - Guido Fabiani, economista italiano
- 1939 - Brian Mulroney, avvocato, imprenditore e politico canadese († 2024)
- 1939 - Giovanni Nardi, giornalista italiano
- 1939 - Giorgio Rossano, calciatore italiano († 2016)
- 1940 - Giovanni De Vivo, vescovo cattolico italiano († 2015)
- 1940 - Héctor de Guevara, calciatore peruviano († 2024)
- 1940 - Sergej Lichačëv, tennista sovietico († 2016)
- 1940 - Mary Ellen Mark, fotografa statunitense († 2015)
- 1940 - Gianpiero Moretti, pilota automobilistico e imprenditore italiano († 2012)
- 1940 - Vladimir Petrov, allenatore di calcio e ex calciatore sovietico
- 1940 - Igor' Rëmin, calciatore sovietico († 1991)
- 1940 - Jean Serra, ingegnere e matematico francese
- 1940 - Silvia Solar, attrice francese († 2011)
- 1941 - Kenji Kimihara, ex maratoneta giapponese
- 1941 - Gianfranco Lombardi, cestista e allenatore di pallacanestro italiano († 2021)
- 1941 - Miguel Perrichon, ex calciatore argentino
- 1941 - Alfredo Pesenti, ex calciatore italiano
- 1941 - Bob Warlick, cestista statunitense († 2005)
- 1942 - Wyn Davies, calciatore gallese († 2025)
- 1942 - Leif Eriksson, ex calciatore svedese
- 1942 - Giulio Ferrarini, politico italiano († 2014)
- 1942 - Sandro Massimini, regista teatrale, attore e coreografo italiano († 1996)
- 1942 - Walter Maurer, artista tedesco
- 1943 - Klaus Ackermann, ex calciatore tedesco
- 1943 - Alida Cappellini, attrice, doppiatrice e scenografa italiana
- 1943 - Jon Christensen, percussionista e batterista norvegese († 2020)
- 1943 - Jaime Chávarri, regista e sceneggiatore spagnolo
- 1943 - Beatrice Cori, annunciatrice televisiva e modella italiana († 2000)
- 1943 - Darlene Glória, attrice brasiliana
- 1943 - Tamás Kovács, ex schermidore ungherese
- 1943 - Gerard Malanga, poeta, fotografo e regista statunitense
- 1943 - Pat O'Connor, regista irlandese
- 1943 - Geoffrey Picard, canottiere statunitense († 2002)
- 1943 - Johnny Powers, wrestler e imprenditore canadese († 2022)
- 1943 - Douglas Tompkins, ambientalista, filantropo e regista statunitense († 2015)
- 1944 - Alec R. Costandinos, compositore, musicista e produttore discografico francese
- 1944 - Dieter Grahn, ex canottiere tedesco
- 1944 - Akira Kodama, ex cestista giapponese
- 1944 - Emídio Marques de Mesquita, ex arbitro di calcio brasiliano
- 1944 - Erwin Neher, biofisico tedesco
- 1944 - Arcangelo Pinelli, ex schermidore italiano
- 1944 - Carol Rosin, attivista statunitense
- 1944 - Vladimir Voronkov, fondista sovietico († 2018)
- 1945 - Gabriela Andersen-Schiess, ex maratoneta svizzera
- 1945 - Larry Combest, politico statunitense
- 1945 - Bobby Lewis, ex cestista statunitense
- 1945 - Roger Magnusson, ex calciatore svedese
- 1945 - Pat Riley, ex cestista, allenatore di pallacanestro e dirigente sportivo statunitense
- 1946 - Stefano Gragnani, attore italiano
- 1946 - Erik Just Olsen, ex calciatore norvegese
- 1946 - Yasuaki Kurata, artista marziale e attore giapponese
- 1946 - Barry Smith, batterista e percussionista statunitense († 2017)
- 1946 - Alfio Speranza, politico italiano
- 1947 - Antonio Bassolino, politico italiano
- 1947 - Christian Binet, fumettista francese
- 1947 - John Boswell, storico statunitense († 1994)
- 1947 - Rocco Fotia, calciatore italiano († 2022)
- 1947 - Samuel Kobia, pastore protestante e teologo keniano
- 1947 - Elly Plooij-van Gorsel, politica olandese
- 1947 - Chip Zien, attore statunitense
- 1947 - Hassan bin Talal, principe giordano
- 1948 - John de Lancie, attore statunitense
- 1948 - George Mendeluk, regista e sceneggiatore canadese
- 1948 - Antonio Mosca, poliziotto italiano († 1989)
- 1948 - Bobby Orr, ex hockeista su ghiaccio canadese
- 1948 - Alberto Sinigaglia, giornalista italiano
- 1949 - Roberta Amadei, cantante italiana
- 1949 - Marcia Ball, cantante e pianista statunitense
- 1949 - Josip Bozanić, cardinale e arcivescovo cattolico croato
- 1949 - Pierrette Herzberger-Fofana, politica tedesca
- 1949 - Zsuzsanna Horváth, ex cestista ungherese
- 1949 - Lanfranco Malaguti, chitarrista italiano († 2019)
- 1949 - Anca Petrescu, architetta e politica rumena († 2013)
- 1949 - Gian Paolo Tonini, biologo italiano († 2022)
- 1949 - Claudio Trachelio, ex velocista e preparatore atletico italiano
- 1950 - Giancarlo Alessandrini, fumettista italiano
- 1950 - Guido Bertolaso, funzionario e medico italiano
- 1950 - Joseph Diandy, ex cestista senegalese
- 1950 - Jun Hatanaka, fumettista e incisore giapponese († 2012)
- 1950 - William Hurt, attore statunitense († 2022)
- 1950 - Modesto Malachias, ex calciatore brasiliano
- 1950 - Carl Palmer, batterista britannico
- 1950 - Giuseppe Pecoraro, funzionario italiano
- 1950 - Giancarlo Raffaeli, ex calciatore italiano
- 1950 - Oreste Ruggiero, architetto, artista e scrittore italiano
- 1950 - Tom Towles, attore statunitense († 2015)
- 1950 - Ugo Zottin, generale italiano
- 1951 - Anand Amritraj, ex tennista indiano
- 1951 - Mohamed Ben Rehaiem, calciatore tunisino († 2020)
- 1951 - Carlo Ciattini, vescovo cattolico italiano
- 1951 - Derrek Dickey, cestista statunitense († 2002)
- 1951 - Tōji Kamata, filosofo giapponese († 2025)
- 1951 - Jean-Paul Marcheschi, scultore e pittore francese
- 1951 - Jimmie Vaughan, chitarrista, compositore e cantante statunitense
- 1952 - Matteo Brigandì, avvocato e politico italiano († 2024)
- 1952 - Mario Antonio Cargnello, arcivescovo cattolico argentino
- 1952 - Jang Sun-woo, regista e sceneggiatore sudcoreano
- 1952 - Marta Jirásková, ex cestista cecoslovacca
- 1952 - Erik Johannessen, ex calciatore norvegese
- 1952 - Risto Lignell, ex cestista finlandese
- 1952 - Alberto Manenti, militare e funzionario italiano
- 1952 - René Verheyen, allenatore di calcio e ex calciatore belga
- 1952 - Steve West, ex hockeista su ghiaccio canadese
- 1952 - Steve Whitworth, ex calciatore inglese
- 1953 - Jimmy Dan Conner, ex cestista statunitense
- 1953 - Silvano Martina, procuratore sportivo e ex calciatore italiano
- 1953 - Diana Miloslavich, politica e attivista peruviana
- 1953 - Sigi Schmid, calciatore e allenatore di calcio tedesco († 2018)
- 1953 - Keith Self, politico statunitense
- 1954 - Jim Baron, ex cestista e allenatore di pallacanestro statunitense
- 1954 - Evgenij Beljaev, fondista sovietico († 2003)
- 1954 - Steve Cammack, ex calciatore inglese
- 1954 - Salvatore Cusimano, giornalista italiano
- 1954 - Riccardo Distefano, autore televisivo e personaggio televisivo italiano
- 1954 - Aminata Guèye, ex cestista senegalese
- 1954 - Liana Kanellī, giornalista e politica greca
- 1954 - Luisa Kuliok, attrice argentina
- 1954 - Pargev Martirosyan, arcivescovo cristiano orientale armeno
- 1954 - Christoph Ransmayr, scrittore austriaco
- 1954 - Louis Sachar, scrittore statunitense
- 1955 - Francesco Baldarelli, politico italiano
- 1955 - Renato Capacci, politico italiano
- 1955 - Terry Curran, ex calciatore inglese
- 1955 - Denise Dumont, attrice e produttrice cinematografica brasiliana
- 1955 - Patrice Gueniffey, storico francese
- 1955 - Stefania Minardo, ballerina e coreografa italiana
- 1955 - Mariya Takeuchi, cantante giapponese
- 1956 - Suzy Amakane, illustratore e fumettista giapponese
- 1956 - Catherine Ashton, politica britannica
- 1956 - Corrado Bonomi, artista italiano
- 1956 - Sarah Felder, ex slittinista italiana
- 1956 - Bruce Manson, ex tennista statunitense
- 1956 - Sandra Neilson, ex nuotatrice statunitense
- 1956 - Naoto Takenaka, attore, regista e cantante giapponese
- 1956 - Phil Walker, ex cestista statunitense
- 1956 - Krystyna Zagórska, ex cestista polacca
- 1957 - Antonello Allemandi, direttore d'orchestra italiano
- 1957 - Amy Aquino, attrice statunitense
- 1957 - Costantino Boffa, politico italiano
- 1957 - Élizabeth Bourgine, attrice francese
- 1957 - Vanessa Bell Calloway, attrice statunitense
- 1957 - Jean Castaneda, ex calciatore francese
- 1957 - John Grogan, giornalista e romanziere statunitense
- 1957 - Spike Lee, regista, sceneggiatore e attore statunitense
- 1957 - Jorge Melício, scultore portoghese
- 1957 - Francisco Osorto, calciatore salvadoregno († 2023)
- 1957 - Emanuele Romoli, italiano
- 1957 - Theresa Russell, attrice statunitense
- 1957 - Chris Wedge, regista, animatore e doppiatore statunitense
- 1958 - DJ Kool, disc jockey statunitense
- 1958 - Edson Celulari, attore brasiliano
- 1958 - Holly Hunter, attrice statunitense
- 1958 - Rickey Jackson, ex giocatore di football americano statunitense
- 1958 - Detlef Kästner, ex pugile tedesco
- 1958 - Eckhard Leue, ex canoista tedesco
- 1958 - Rubén Oliva, giornalista, regista cinematografico e regista televisivo argentino
- 1958 - Raul Cerqueira de Rezende, ex giocatore di calcio a 5 brasiliano
- 1958 - Evelio Rosero, scrittore e giornalista colombiano
- 1959 - Arkadij Afanas'ev, ex calciatore sovietico
- 1959 - Kazuhito Amma, ex calciatore giapponese
- 1959 - Dave Beasant, ex calciatore britannico
- 1959 - Moreno Ferrario, allenatore di calcio e ex calciatore italiano
- 1959 - Felicia Filip, soprano rumeno
- 1959 - Gábor Horváth, dirigente sportivo e calciatore ungherese († 2019)
- 1959 - Frank Muth, attore e doppiatore tedesco
- 1959 - Mary Roach, scrittrice e divulgatrice scientifica statunitense
- 1959 - Sting, ex wrestler statunitense
- 1959 - Howard Wood, ex cestista statunitense
- 1960 - Ayo Bakare, allenatore di pallacanestro nigeriano
- 1960 - Mario Flückinger, giocatore di curling svizzero
- 1960 - Joanna Hogg, regista e sceneggiatrice britannica
- 1960 - Bajram Kosumi, politico kosovaro
- 1960 - Aleksej Prudnikov, ex calciatore sovietico
- 1960 - Leo Rautins, ex cestista e allenatore di pallacanestro canadese
- 1960 - Ton Roosendaal, informatico olandese
- 1960 - Christian Stocker, politico austriaco
- 1960 - Wu Qunli, ex calciatore cinese
- 1960 - Robertas Žulpa, nuotatore e traduttore sovietico († 2024)
- 1960 - Jurij Georgievič Šargin, cosmonauta russo
- 1961 - Stefano Butti, allenatore di calcio e ex calciatore italiano
- 1961 - Armando Cascione, ex calciatore italiano
- 1961 - Leonardo Gajo, attore, doppiatore e direttore del doppiaggio italiano
- 1961 - Susan Hough, sismologa statunitense
- 1961 - Đuro Hranić, arcivescovo cattolico croato
- 1961 - Marc Jobst, regista britannico
- 1961 - Martín Lasarte, allenatore di calcio e ex calciatore uruguaiano
- 1961 - Maja Maranow, attrice tedesca († 2016)
- 1961 - Trevor Morley, ex calciatore inglese
- 1961 - Michael O'Leary, manager irlandese
- 1961 - Jesper Olsen, ex calciatore danese
- 1962 - Wulf Brunner, ex discobolo tedesco
- 1962 - Rick Bryan, giocatore di football americano statunitense († 2009)
- 1962 - Ian Bryson, ex calciatore scozzese
- 1962 - Kevin Hassett, economista statunitense
- 1962 - Davide Marzi, doppiatore italiano
- 1962 - Stephen McKeon, compositore irlandese
- 1962 - Willie Naughton, ex calciatore scozzese
- 1962 - Gianni Sarcone, artista, scrittore e inventore italiano
- 1962 - Paolo Saviane, politico italiano († 2021)
- 1962 - Stephen Sommers, regista, sceneggiatore e produttore cinematografico statunitense
- 1962 - Paul Wade, allenatore di calcio e ex calciatore australiano
- 1962 - Johnny Weltz, ex ciclista su strada e dirigente sportivo danese
- 1962 - Maurizio Zonzini, ex ginnasta sammarinese
- 1963 - Paul Annacone, allenatore di tennis e ex tennista statunitense
- 1963 - Maggie Estep, scrittrice, poetessa e musicista statunitense († 2014)
- 1963 - Diana Golden, sciatrice alpina statunitense († 2001)
- 1963 - Anouk Grinberg, attrice francese
- 1963 - Kathy Ireland, imprenditrice, modella e attrice statunitense
- 1963 - Miroslav Lajčák, politico e diplomatico slovacco
- 1963 - Paul Mirkovich, tastierista statunitense
- 1963 - Elena Romanova, mezzofondista russa († 2007)
- 1963 - Andrej Jur'evič Sokolov, scacchista francese
- 1963 - David Thewlis, attore britannico
- 1963 - Yu Jae-hak, ex cestista e allenatore di pallacanestro sudcoreano
- 1963 - Jan Zahradil, chimico e politico ceco
- 1964 - Natacha Atlas, cantante belga
- 1964 - Lisa Lynn Masters, attrice, scrittrice e modella statunitense († 2016)
- 1965 - William Dalrymple, storico e scrittore britannico
- 1965 - Taeko Kawata, doppiatrice giapponese
- 1965 - Riccardo Luna, giornalista italiano
- 1965 - Jack Miller, ex sciatore alpino statunitense
- 1965 - Daniel Moar, ex sciatore alpino canadese
- 1965 - Vittoria Piancastelli, attrice italiana († 2015)
- 1965 - Merja Raski, cantante finlandese
- 1965 - Gundolf Thoma, ex sciatore alpino tedesco
- 1965 - Danielle Woodward, ex canoista australiana
- 1965 - Benito Zambrano, regista e sceneggiatore spagnolo
- 1966 - Joe Barone, dirigente sportivo italiano († 2024)
- 1966 - Chung Jong-son, ex calciatore sudcoreano
- 1966 - Philippe Gimbert, ex rugbista a 15 e allenatore di rugby a 15 francese
- 1966 - Kenji Kamiyama, regista giapponese
- 1966 - Irma Kurti, poetessa, scrittrice e paroliera albanese
- 1966 - Ian Marshall, ex calciatore inglese
- 1966 - Mike Mills, regista e sceneggiatore statunitense
- 1966 - Zohrab Mnatsakanyan, diplomatico armeno
- 1966 - Gabriel Moya, ex calciatore spagnolo
- 1966 - Andy Mulligan, scrittore britannico
- 1966 - Bea Uusma, scrittrice e illustratrice svedese
- 1966 - Alka Yagnik, cantante indiana
- 1967 - Xavier Beauvois, regista, sceneggiatore e attore francese
- 1967 - Bajram Begaj, generale e politico albanese
- 1967 - Mookie Blaylock, ex cestista statunitense
- 1967 - Nikolaj Buhalov, ex canoista bulgaro
- 1967 - Marco Constante, ex calciatore ecuadoriano
- 1967 - Jesmond Delia, ex calciatore maltese
- 1967 - Bohdan Dzjurach, vescovo cattolico ucraino
- 1967 - Stephan Kampwirt, attore tedesco
- 1967 - Yukito Kishiro, fumettista giapponese
- 1967 - Lara Nakszyński, attrice, produttrice cinematografica e musicologa tedesca
- 1967 - Igor' Poljanskij, ex nuotatore sovietico
- 1967 - Gennaro Ruotolo, allenatore di calcio e ex calciatore italiano
- 1967 - Jonas Thern, allenatore di calcio e ex calciatore svedese
- 1967 - Miriam Vogt, ex sciatrice alpina tedesca
- 1967 - Marc Warren, attore britannico
- 1967 - Luis Zambrano, ex calciatore cileno
- 1968 - Buckwild, produttore discografico e disc jockey statunitense
- 1968 - Alberto Caprotti, pallavolista italiano
- 1968 - Philippe Croizon, nuotatore e pilota di rally francese
- 1968 - Massimo De Lorenzo, attore italiano
- 1968 - Alexander Dinelaris, sceneggiatore, drammaturgo e produttore cinematografico statunitense
- 1968 - Camilla Grebe, scrittrice svedese
- 1968 - John Kocinski, pilota motociclistico statunitense
- 1968 - Lawrence Makoare, attore neozelandese
- 1968 - Paul Merson, ex calciatore e allenatore di calcio inglese
- 1968 - João N'Tyamba, maratoneta e mezzofondista angolano
- 1968 - Ken Ono, matematico statunitense
- 1968 - Mark Semioli, allenatore di calcio e ex calciatore statunitense
- 1968 - Liza Snyder, attrice statunitense
- 1968 - Carlos Luis Torres, ex calciatore paraguaiano
- 1968 - Ultra Naté, cantautrice, produttrice discografica e disc jockey statunitense
- 1968 - Eric Viscaal, allenatore di calcio e ex calciatore olandese
- 1969 - Caroline Brunet, canoista canadese
- 1969 - Kelly Conlon, bassista statunitense
- 1969 - Yvette Cooper, politica e economista inglese
- 1969 - Silvio Formichetti, pittore italiano
- 1969 - Mannie Fresh, rapper e produttore discografico statunitense
- 1969 - Mike Frier, giocatore di football americano statunitense († 2015)
- 1969 - Fabien Galthié, ex rugbista a 15, allenatore di rugby a 15 e dirigente sportivo francese
- 1969 - Heidi Diethelm Gerber, tiratrice a segno svizzera
- 1969 - Natalia Gherman, politica moldava
- 1969 - Stefano Grazioli, giornalista italiano
- 1969 - Christophe Juillet, ex rugbista a 15 e imprenditore francese
- 1969 - Sharon Manning, ex cestista e allenatrice di pallacanestro statunitense
- 1969 - Dan Steele, ex bobbista e multiplista statunitense
- 1969 - David Wilson, allenatore di calcio e ex calciatore inglese
- 1969 - Engin Yüksel, attore e doppiatore turco
- 1970 - Edoardo Ballerini, attore, regista e sceneggiatore statunitense
- 1970 - Linda Larkin, attrice e doppiatrice statunitense
- 1970 - Josephine Medina, tennistavolista filippina († 2021)
- 1970 - Michael Rapaport, attore e comico statunitense
- 1970 - Alexandre Samuel, ex pallavolista e ex giocatore di beach volley brasiliano
- 1970 - Vitālijs Teplovs, ex calciatore lettone
- 1970 - Alfonso Yáñez, ex calciatore peruviano
- 1970 - Konstantin Čistjakov, ex sciatore alpino russo
- 1971 - Murray Bartlett, attore australiano
- 1971 - Annick Bonzon, ex sciatrice alpina svizzera
- 1971 - Alexander Chaplin, attore statunitense
- 1971 - Lejla Durmić, ex cestista bosniaca
- 1971 - Dmitriy Gaag, triatleta kazako
- 1971 - Juan Garaizabal, scultore spagnolo
- 1971 - Lalo García, cestista e dirigente sportivo spagnolo († 2015)
- 1971 - Hitoyasu Izutsu, pilota motociclistico giapponese
- 1971 - Monique Kavelaars, schermitrice canadese
- 1971 - Rogério Lourenço, allenatore di calcio e ex calciatore brasiliano
- 1971 - Faouzi Rouissi, ex calciatore tunisino
- 1971 - Juan Velásquez, ex calciatore peruviano
- 1971 - Robb Wells, attore e sceneggiatore canadese
- 1971 - Richard West, ex rugbista a 15 britannico
- 1972 - Gerrod Abram, ex cestista e allenatore di pallacanestro statunitense
- 1972 - Emily Giffin, scrittrice statunitense
- 1972 - Chilly Gonzales, pianista canadese
- 1972 - Daniela Hunger, ex nuotatrice tedesca
- 1972 - Alex Kapranos, cantante e chitarrista britannico
- 1972 - Pedro Lamy, pilota di Formula 1 portoghese
- 1972 - Wilson Ogechukwu, ex calciatore nigeriano
- 1972 - Marco Osnato, politico italiano
- 1972 - Michele Piras, politico italiano
- 1972 - Shelly Poole, cantautrice britannica
- 1972 - Greg Searle, ex canottiere britannico
- 1972 - Egidijus Žukauskas, ex calciatore e ex giocatore di calcio a 5 lituano
- 1973 - Sofiane Boulaya, ex cestista e allenatore di pallacanestro algerino
- 1973 - Alvise Casellati, direttore d'orchestra italiano
- 1973 - Natal'ja Chruščelëva, ex mezzofondista e velocista russa
- 1973 - Jane March, attrice e ex modella britannica
- 1973 - Ronna Romney McDaniel, politica statunitense
- 1973 - Mario Petrone, allenatore di calcio e ex calciatore italiano
- 1973 - Jaime Sánchez Fernández, ex calciatore spagnolo
- 1973 - Joel Shearer, cantautore statunitense
- 1973 - Rob Tallas, allenatore di hockey su ghiaccio e ex hockeista su ghiaccio canadese
- 1973 - Cedric Yarbrough, comico, attore e doppiatore statunitense
- 1974 - Mattias Asper, ex calciatore svedese
- 1974 - Chang Hui-yin, ex cestista e allenatrice di pallacanestro taiwanese
- 1974 - Enrique Cáceres, arbitro di calcio paraguaiano
- 1974 - Cheikh Ya-Ya Dia, ex cestista senegalese
- 1974 - Paula Garcés, attrice colombiana
- 1974 - Anna Grisebach, attrice e doppiatrice tedesca
- 1974 - Manuela Lutze, canottiera tedesca
- 1974 - Carsten Ramelow, ex calciatore tedesco
- 1974 - Igiaba Scego, scrittrice italiana
- 1975 - Yū Asakawa, doppiatrice giapponese
- 1975 - Ramin Bahrani, regista e sceneggiatore statunitense
- 1975 - MC Mack, rapper, compositore e imprenditore statunitense
- 1975 - Hans Petter Buraas, ex sciatore alpino norvegese
- 1975 - Dominique Jackson, modella, attrice e scrittrice trinidadiana
- 1975 - Isolde Kostner, ex sciatrice alpina italiana
- 1975 - Silvio Marić, ex calciatore croato
- 1976 - Chester Bennington, cantante statunitense († 2017)
- 1976 - Sam Cordingley, ex rugbista a 15 australiano
- 1976 - Kristian Hammer, ex combinatista nordico norvegese
- 1976 - Trond Haugland, ex calciatore norvegese
- 1976 - Ylvie Runggaldier, ex sciatrice alpina italiana
- 1976 - Sim Sung-chol, calciatore nordcoreano
- 1976 - Davide Tagliapietra, chitarrista, compositore e produttore discografico italiano
- 1976 - Giorgio Zattoni, skater italiano
- 1977 - Tor Hogne Aarøy, ex calciatore norvegese
- 1977 - Martin Derganc, ex ciclista su strada e dirigente sportivo sloveno
- 1977 - Daouda Diakité, ex calciatore maliano
- 1977 - Vadzim Dzevjatoŭski, ex martellista bielorusso
- 1977 - Homicide, wrestler statunitense
- 1977 - Hipólito Fernández Serrano, ex calciatore spagnolo
- 1977 - Frédéric Finot, ex ciclista su strada francese
- 1977 - Gayatri Joshi, attrice e modella indiana
- 1977 - Yebol Koshanov, ex giocatore di calcio a 5 kazako
- 1977 - Carlo Luisi, ex calciatore italiano
- 1977 - Voltio, rapper portoricano
- 1977 - Zhang Yunsong, ex cestista cinese
- 1977 - Rolf von Weissenfluh, ex sciatore alpino svizzero
- 1978 - Susanne Berckhemer, attrice tedesca
- 1978 - Kevin Betsy, allenatore di calcio e ex calciatore inglese
- 1978 - Elixabete Capa, ex calciatrice e allenatrice di calcio spagnola
- 1978 - Chris Draper, velista britannico
- 1978 - Stefan Georgiev, ex cestista bulgaro
- 1978 - Claudio Giovannesi, regista, sceneggiatore e compositore italiano
- 1978 - Marina Lažskaja, ex fondista russa
- 1978 - Hanako Oku, cantautrice e cantante giapponese
- 1978 - Julien Sicot, nuotatore francese
- 1978 - Shingo Suzuki, ex calciatore giapponese
- 1978 - Tiffany Travis, ex cestista statunitense
- 1978 - Corné du Plessis, velocista sudafricano
- 1979 - Silvia Abascal, attrice spagnola
- 1979 - Shinnosuke Abe, ex giocatore di baseball e allenatore di baseball giapponese
- 1979 - Freema Agyeman, attrice britannica
- 1979 - Yann Bidonga, ex calciatore gabonese
- 1979 - Riccardo Bonetto, imprenditore e ex calciatore italiano
- 1979 - Daniel Cormier, artista marziale misto e ex lottatore statunitense
- 1979 - Liv-Kjersti Eikeland, ex biatleta norvegese
- 1979 - Duke Johnson, regista statunitense
- 1979 - Bianca Lawson, attrice statunitense
- 1979 - Sébastien Mazure, allenatore di calcio e ex calciatore francese
- 1979 - Keven Mealamu, ex rugbista a 15 neozelandese
- 1979 - Silvia Navarro, pallamanista spagnola
- 1979 - Fredrik Nordback, ex calciatore finlandese
- 1979 - Robert Post, cantautore norvegese
- 1979 - Paweł Rańda, canottiere polacco
- 1979 - Toby Love, cantautore statunitense
- 1979 - Francileudo Santos, ex calciatore brasiliano
- 1979 - Valdas Trakys, allenatore di calcio e ex calciatore lituano
- 1979 - Uguzne Mezo, ex calciatrice spagnola
- 1980 - Ivan Bartoš, politico ceco
- 1980 - Ivana Bazzano, ex pallamanista italiana
- 1980 - Jamal Crawford, ex cestista statunitense
- 1980 - Sarah Felberbaum, attrice, modella e conduttrice televisiva britannica
- 1980 - Adam Freier, ex rugbista a 15 e giornalista australiano
- 1980 - Krista Guloien, canottiera canadese
- 1980 - Pablo Infante, ex calciatore spagnolo
- 1980 - Robertas Javtokas, ex cestista e dirigente sportivo lituano
- 1980 - Aleksandr Evgen'evič Kobrin, pianista russo
- 1980 - Vital' Kutuzaŭ, giornalista, ex hockeista su ghiaccio e ex calciatore bielorusso
- 1980 - Mats Larsson, ex fondista svedese
- 1980 - Steve Logan, ex cestista statunitense
- 1980 - Omar Longhi, ex sciatore alpino italiano
- 1980 - Surprise Moriri, ex calciatore sudafricano
- 1980 - Mikk Murdvee, direttore d'orchestra e violinista estone
- 1980 - Ainhoa Santamaría, attrice spagnola
- 1980 - Michelle Snow, ex cestista statunitense
- 1980 - Vallan Symms, ex calciatore beliziano
- 1981 - Khalid Askri, ex calciatore marocchino
- 1981 - Thomas Augustinussen, ex calciatore danese
- 1981 - Declan Bennett, attore e cantante britannico
- 1981 - Juryj Bjaloŭ, ex pesista bielorusso
- 1981 - Rafael Bondi, ex calciatore brasiliano
- 1981 - Celso Esquivel, calciatore paraguaiano
- 1981 - Stanislav Genčev, allenatore di calcio e ex calciatore bulgaro
- 1981 - Jake Hoffman, attore statunitense
- 1981 - Amanuel Iyassu, ex calciatore eritreo
- 1981 - Mahara McKay, modella neozelandese
- 1981 - Márcio Miranda Freitas Rocha da Silva, allenatore di calcio e ex calciatore brasiliano
- 1981 - Sylvain Monsoreau, allenatore di calcio e ex calciatore francese
- 1981 - Ian Murray, allenatore di calcio e ex calciatore scozzese
- 1981 - Giōrgos Palalas, ex cestista e allenatore di pallacanestro cipriota
- 1981 - Elisa Plaisant, nuotatrice artistica italiana
- 1981 - Radek Šírl, ex calciatore ceco
- 1981 - Alen Škoro, ex calciatore bosniaco
- 1981 - Levar Stoney, politico statunitense
- 1981 - Rajko Uršič, ex giocatore di calcio a 5 sloveno
- 1981 - Wang Lei, schermidore cinese
- 1981 - Travis Watson, ex cestista statunitense
- 1981 - Yan Song, ex calciatore cinese
- 1981 - Martin Živný, ex calciatore ceco
- 1982 - Nick Blood, attore britannico
- 1982 - José Claudeon dos Santos, calciatore brasiliano
- 1982 - Valentina Izumi Cocco, attrice italiana
- 1982 - Rory Fallon, ex calciatore neozelandese
- 1982 - Lauren Fendrick, giocatrice di beach volley statunitense
- 1982 - John Hart, ex rugbista a 15 inglese
- 1982 - Kasey James, ex wrestler statunitense
- 1982 - Dino Kresinger, allenatore di calcio e ex calciatore croato
- 1982 - Tomasz Kuszczak, ex calciatore polacco
- 1982 - Robbie Lawler, artista marziale misto statunitense
- 1982 - José Moreira, ex calciatore portoghese
- 1982 - Uranchimegiin Mönkh-Erdene, pugile mongolo
- 1982 - Matteo Priamo, ex ciclista su strada italiano
- 1982 - Israel Rodríguez, attore spagnolo
- 1982 - Éliane Saholinirina, ex mezzofondista e siepista malgascia
- 1982 - Alette Sijbring, pallanuotista olandese
- 1982 - Afroditī Skafida, ex astista greca
- 1982 - Jeff Tutuana, ex calciatore congolese (Repubblica Democratica del Congo)
- 1982 - Conrad Williams, velocista britannico
- 1983 - Michael Cassidy, attore statunitense
- 1983 - Luca Ceccarelli, ex calciatore italiano
- 1983 - Luca Giacomelli Ferrarini, attore, cantante e regista italiano
- 1983 - Francesca Giogoli, ex pallavolista italiana
- 1983 - Ronny Hoareau, calciatore seychellese
- 1983 - Thomas Kahlenberg, allenatore di calcio e ex calciatore danese
- 1983 - Eiji Kawashima, calciatore giapponese
- 1983 - Jeanette Kwakye, ex velocista britannica
- 1983 - Diguinho, ex calciatore brasiliano
- 1983 - Jenni Vartiainen, cantante finlandese
- 1984 - Robert Almer, allenatore di calcio e ex calciatore austriaco
- 1984 - Lise Baastrup, attrice e pittrice danese
- 1984 - Cosimo Aldo Cannone, pilota motonautico italiano
- 1984 - Irina Chazova, ex fondista russa
- 1984 - Valtteri Filppula, hockeista su ghiaccio finlandese
- 1984 - Bryan Gerzicich, ex calciatore argentino
- 1984 - Ansel Guzmán, ex cestista portoricano
- 1984 - Matt Haryasz, ex cestista statunitense
- 1984 - Dita Krūmberga, ex cestista lettone
- 1984 - Charly Martin, giocatore di football americano statunitense
- 1984 - John Moraga, artista marziale misto statunitense
- 1984 - Uche Nwaneri, giocatore di football americano statunitense († 2022)
- 1984 - Angelo Parker, wrestler canadese
- 1984 - Christy Carlson Romano, attrice, cantante e youtuber statunitense
- 1984 - György Sándor, ex calciatore ungherese
- 1984 - Fernando Torres, allenatore di calcio e ex calciatore spagnolo
- 1984 - Vincenzo Zampa, attore italiano
- 1985 - Morgan Amalfitano, ex calciatore francese
- 1985 - Wilfried Balima, allenatore di calcio e ex calciatore burkinabé
- 1985 - Aviram Baruchyan, ex calciatore israeliano
- 1985 - Stefan Batan, calciatore svedese
- 1985 - Ronnie Brewer, ex cestista statunitense
- 1985 - Chase Coleman, attore statunitense
- 1985 - Britton Colquitt, giocatore di football americano statunitense
- 1985 - Jimmy Colquitt, ex giocatore di football americano statunitense
- 1985 - Fatafehi Fakafanua, politico tongano
- 1985 - Emma Fitzpatrick, attrice statunitense
- 1985 - Jeong Mi-ran, ex cestista sudcoreana
- 1985 - Sidi Yaya Keita, ex calciatore maliano
- 1985 - Nicolas Lombaerts, allenatore di calcio e ex calciatore belga
- 1985 - Sascha Mölders, allenatore di calcio e ex calciatore tedesco
- 1985 - Urška Rabič, ex sciatrice alpina slovena
- 1985 - Jan Štohanzl, calciatore ceco
- 1985 - Matt Taven, wrestler statunitense
- 1985 - Jonny Venters, giocatore di baseball statunitense
- 1985 - Martin Vingaard, ex calciatore danese
- 1985 - María del Cerro, attrice e modella argentina
- 1985 - Polina Žerebcova, giornalista e scrittrice russa
- 1986 - Rok Benkovič, ex saltatore con gli sci sloveno
- 1986 - Roberta Casile, calciatrice italiana
- 1986 - Jonathan Delaplace, ex calciatore francese
- 1986 - Aljaksandr Dzegcjaroŭ, ex calciatore bielorusso
- 1986 - Andrés Forray, cestista argentino
- 1986 - Dean Geyer, attore e cantante sudafricano
- 1986 - Beñat Intxausti, ex ciclista su strada spagnolo
- 1986 - Julián Magallanes, ex calciatore argentino
- 1986 - Maxime Martin, pilota automobilistico belga
- 1986 - Lucas Ocampo, pallavolista argentino
- 1986 - Ruby Rose, conduttrice televisiva, attrice e modella australiana
- 1986 - Mackorel Sampeur, calciatore haitiano
- 1986 - Maria Enrica Spacca, velocista italiana
- 1986 - Román Torres, calciatore panamense
- 1986 - Cliff Valcin, calciatore santaluciano
- 1986 - Juninho, ex calciatore brasiliano
- 1987 - Emilia Attias, attrice argentina
- 1987 - Jon Brockman, ex cestista statunitense
- 1987 - Nizamettin Çalışkan, calciatore turco
- 1987 - Sinaitakala Fakafanua, principessa tongana
- 1987 - Jô, calciatore brasiliano
- 1987 - George John, ex calciatore statunitense
- 1987 - Sjarhej Kascicyn, hockeista su ghiaccio bielorusso
- 1987 - Maksim Kazankov, calciatore turkmeno
- 1987 - Pedro Ken, ex calciatore brasiliano
- 1987 - Annabelle Lewis, velocista britannica
- 1987 - Cristian Noriega, calciatore guatemalteco
- 1987 - Ewelina Ptak, velocista polacca
- 1987 - Jonas Rivanno, attore e modello indonesiano
- 1987 - Rogério de Assis Silva Coutinho, calciatore brasiliano
- 1987 - Drilon Shala, ex calciatore finlandese
- 1987 - Rollo Weeks, attore britannico
- 1988 - Jan Blažek, ex calciatore ceco
- 1988 - Alberto Bueno, ex calciatore spagnolo
- 1988 - Jani Bäckman, ex calciatore finlandese
- 1988 - Kevin Cone, giocatore di football americano statunitense
- 1988 - Cornelia Deiac, ex lunghista rumena
- 1988 - Danny García, pugile statunitense
- 1988 - Jakub Gierszał, attore polacco
- 1988 - Li Jingliang, artista marziale misto cinese
- 1988 - Denis Ljubović, calciatore croato
- 1988 - Juan Munafo, calciatore argentino
- 1988 - Julaika Nicoletti, pesista italiana
- 1988 - Moniek Nijhuis, ex nuotatrice olandese
- 1988 - William Séry, calciatore francese
- 1988 - Server Uraz, cantante e rapper turco
- 1988 - Louie Vito, snowboarder statunitense
- 1989 - Richard Almeida, calciatore brasiliano
- 1989 - Heather Bergsma, pattinatrice di velocità su ghiaccio statunitense
- 1989 - Joachim Bottieau, judoka belga
- 1989 - Shanon Carmelia, calciatore olandese
- 1989 - Hassan Chaito, calciatore libanese
- 1989 - Xavier Dolan, regista, sceneggiatore e attore canadese
- 1989 - Matthieu Dreyer, calciatore francese
- 1989 - Lindsay Ell, cantautrice canadese
- 1989 - Tommy Ford, sciatore alpino statunitense
- 1989 - Maksym Koval'ov, calciatore ucraino
- 1989 - Javier Rodríguez Rodríguez, giocatore di calcio a 5 spagnolo
- 1989 - Carlo Sanna, fantino italiano
- 1989 - Fei Fei Sun, modella cinese
- 1989 - Anna Todd, scrittrice statunitense
- 1989 - Lionel Tschudi, arbitro di calcio svizzero
- 1989 - Patrik Vajda, calciatore slovacco
- 1989 - Jean-Charles Valladont, arciere francese
- 1989 - William Yarbrough, calciatore statunitense
- 1989 - Muhammad Za'abia, ex calciatore libico
- 1989 - Zheng Xingjuan, ex altista cinese
- 1989 - Rildo de Andrade Felicissimo, calciatore brasiliano
- 1990 - Cédric Amissi, calciatore burundese
- 1990 - Bence Demeter, pentatleta ungherese
- 1990 - Marcus Denmon, cestista statunitense
- 1990 - Tamara Funiciello, politica svizzera
- 1990 - Brad Hand, giocatore di baseball statunitense
- 1990 - Riikka Hannula, ex calciatrice finlandese
- 1990 - Jung Kyung-eun, giocatrice di badminton sudcoreana
- 1990 - Charlon Kloof, cestista olandese
- 1990 - Illja Kovalenko, calciatore ucraino
- 1990 - Jan Kovář, hockeista su ghiaccio ceco
- 1990 - Stacy Martin, attrice e ex modella francese
- 1990 - Myong Cha-hyon, calciatore nordcoreano
- 1990 - Nektaria Panagi, lunghista cipriota
- 1990 - Ivan Popov, scacchista russo
- 1990 - Marcos Rojo, calciatore argentino
- 1990 - Abdoul Sissoko, calciatore francese
- 1990 - Jeff Stans, ex calciatore olandese
- 1990 - Tessa Violet, cantautrice, attrice e regista statunitense
- 1991 - Cilou Annys, modella belga
- 1991 - Leonardo Bonifazio, ex ciclista su strada italiano
- 1991 - Mattia Destro, calciatore italiano
- 1991 - Obum Gwacham, giocatore di football americano nigeriano
- 1991 - Lucie Jones, cantante e attrice teatrale britannica
- 1991 - Il'ja Koševoj, ex ciclista su strada e pistard bielorusso
- 1991 - Michał Kucharczyk, calciatore polacco
- 1991 - Alan Makiev, cestista russo
- 1991 - Elin Mohlin, fondista svedese
- 1991 - Pak Song-chol, calciatore nordcoreano
- 1991 - Alexis Pinturault, sciatore alpino francese
- 1991 - Sakima, cantautore inglese
- 1991 - Odai Khadr, calciatore giordano
- 1991 - Slimane Sissoko, ex calciatore francese
- 1991 - Jeon So-nee, attrice sudcoreana
- 1991 - Liam Squire, rugbista a 15 neozelandese
- 1992 - Lara Arruabarrena, ex tennista spagnola
- 1992 - Oleh Barannik, calciatore ucraino
- 1992 - Clyde Borg, calciatore maltese
- 1992 - Shilique Calhoun, giocatore di football americano statunitense
- 1992 - Matías Caseras, calciatore uruguaiano
- 1992 - Leila George, attrice australiana
- 1992 - Abdoulaye Diallo, ex calciatore francese
- 1992 - Justin Faulk, hockeista su ghiaccio statunitense
- 1992 - Hiroshi Futami, ex calciatore giapponese
- 1992 - Fatima Ezzahra Gardadi, maratoneta marocchina
- 1992 - Baïssama Sankoh, calciatore francese
- 1992 - Tonia Tisdell, calciatore liberiano
- 1992 - Ruggero Tita, velista italiano
- 1993 - Moses Arita, ex calciatore keniota
- 1993 - Jalen Collins, giocatore di football americano statunitense
- 1993 - Seraina Friedli, ex calciatrice svizzera
- 1993 - Pretty Solero, rapper italiano
- 1993 - Leonardo Meindl, cestista brasiliano
- 1993 - Fabián Noguera, calciatore argentino
- 1993 - JaKarr Sampson, cestista statunitense
- 1993 - Sloane Stephens, tennista statunitense
- 1993 - Esther Sullastres, calciatrice spagnola
- 1994 - Jean-Eudes Aholou, calciatore ivoriano
- 1994 - Xaysa Anousone, ostacolista laotiano
- 1994 - Tim Ariesen, ex ciclista su strada e ex ciclocrossista olandese
- 1994 - Callum Braley, rugbista a 15 italiano
- 1994 - Joshua Brenet, calciatore olandese
- 1994 - Julia Clair, saltatrice con gli sci francese
- 1994 - Roberto Hernández, calciatore uruguaiano
- 1994 - Vitalij Kol'cov, calciatore ucraino
- 1994 - Adam Lundqvist, calciatore svedese
- 1994 - Tabi Manga, calciatore camerunese
- 1994 - Alexandre Mendy, calciatore guineense
- 1994 - Omenuke Mfulu, calciatore congolese (Repubblica Democratica del Congo)
- 1994 - David Moberg Karlsson, calciatore svedese
- 1994 - Jason Osborne, ex ciclista su strada e canottiere tedesco
- 1994 - Jeisson Palacios, calciatore colombiano
- 1994 - Luisa Pugnali, ex calciatrice italiana
- 1994 - Jackson Rondinelli, tuffatore brasiliano
- 1994 - Vita Sidorkina, supermodella russa
- 1994 - Mamadou Sylla Diallo, calciatore senegalese
- 1994 - Ivana Tikvić, cestista croata
- 1994 - Marius van Andringa, cestista finlandese
- 1995 - Lindsay Allen, cestista statunitense
- 1995 - Johan Berg, sciatore freestyle norvegese
- 1995 - Dorian Caddy, calciatore francese
- 1995 - Eleonora Cadeddu, attrice italiana
- 1995 - Kevin Carabantes, calciatore salvadoregno
- 1995 - Fancy Chemutai, maratoneta e mezzofondista keniota
- 1995 - Leonardo Cesar Jardim, calciatore brasiliano
- 1995 - Shamier Little, ostacolista statunitense
- 1995 - Martina Piazza, calciatrice italiana
- 1995 - Ippėj Sinodzuka, ex calciatore russo
- 1995 - Artur Szalpuk, pallavolista polacco
- 1995 - Mamadou Thiam, calciatore francese
- 1995 - Emma Tonegato, rugbista a 7 e rugbista a 13 australiana
- 1995 - Antonio Tuivuna, calciatore figiano
- 1995 - Deklan Wynne, calciatore neozelandese
- 1995 - Saša Zdjelar, calciatore serbo
- 1996 - Karol Angielski, calciatore polacco
- 1996 - Biel, cantante e modello brasiliano
- 1996 - Domagoj Drožđek, calciatore croato
- 1996 - Mitch Finesilver, lottatore statunitense
- 1996 - Cecilie Fiskerstrand, calciatrice norvegese
- 1996 - Brahim Konaté, calciatore francese
- 1996 - Russ Millions, rapper britannico
- 1996 - Cristian Camilo Muñoz, ciclista su strada colombiano
- 1996 - Thomas Oude Kotte, calciatore olandese
- 1996 - Gabriel Ramos, calciatore brasiliano
- 1996 - Alan Omar Rodríguez Ortiz, calciatore messicano
- 1996 - Yann Schrub, mezzofondista francese
- 1996 - Alessia Scriboni, attrice e ballerina italiana
- 1996 - Steve Solvet, calciatore francese
- 1996 - Pascal Stenzel, calciatore tedesco
- 1996 - Kateřina Svitková, calciatrice ceca
- 1996 - Matthieu Udol, calciatore francese
- 1996 - Ruben Zugno, cestista italiano
- 1997 - Carlotta Baldo, calciatrice italiana
- 1997 - Malik Benlevi, cestista statunitense
- 1997 - Bryan Cabezas, calciatore ecuadoriano
- 1997 - Bobby Cheng, scacchista australiano
- 1997 - Thomas Deng, calciatore australiano
- 1997 - Fredrik Dversnes, ciclista su strada norvegese
- 1997 - David Edwards, giocatore di football americano statunitense
- 1997 - Marthã, calciatore brasiliano
- 1997 - Filip Hašek, calciatore ceco
- 1997 - Marija Istomina, fondista russa
- 1997 - Hussein Abdilkarim Mohamed, calciatore somalo
- 1997 - José Pacheco, pallavolista portoricano
- 1997 - Simone Pontisso, calciatore italiano
- 1997 - Wifisfuneral, rapper e compositore statunitense
- 1997 - Benjamin Van Durmen, calciatore belga
- 1998 - Nolan Bernat, giocatore di football americano statunitense
- 1998 - Samuele Burgo, canoista italiano
- 1998 - Pedro Vitor, calciatore brasiliano
- 1998 - Nahuel Furtado, calciatore uruguaiano
- 1998 - Letesenbet Gidey, mezzofondista e maratoneta etiope
- 1998 - Lee Su-ji, cantante e attrice sudcoreana
- 1998 - John Mooney, cestista statunitense
- 1998 - Haik Moussakhanian, calciatore francese
- 1998 - Toni Moya, calciatore spagnolo
- 1998 - Jakub Murias, ciclista su strada polacco
- 1998 - Boriša Simanić, cestista serbo
- 1998 - Victor Stînă, calciatore moldavo
- 1998 - Giovanni Troupée, calciatore olandese
- 1998 - Yoon Jong-gyu, calciatore sudcoreano
- 1998 - Davor Zdravkovski, calciatore macedone
- 1998 - Rui Pedro da Silva e Sousa, calciatore portoghese
- 1999 - Davi Araújo, calciatore brasiliano
- 1999 - Christ Bekale, calciatore gabonese
- 1999 - Zineddine Belaïd, calciatore algerino
- 1999 - Leonel Bucca, calciatore argentino
- 1999 - Jamal Cain, cestista statunitense
- 1999 - Nazareno Colombo, calciatore argentino
- 1999 - Miffy Englefield, attrice inglese
- 1999 - Ivan Federico, skater italiano
- 1999 - Alessandro Fiordaliso, calciatore italiano
- 1999 - Alexis Gamboa, calciatore costaricano
- 1999 - Miguel González Burgos, cestista spagnolo
- 1999 - Rafael Grünenfelder, calciatore liechtensteinese
- 1999 - Anayo Iwuala, calciatore nigeriano
- 1999 - Justin Rennicks, calciatore statunitense
- 1999 - Andreea Roșca, tennista romena
- 1999 - Mathías Silvera, calciatore uruguaiano
- 1999 - Jan Sobociński, calciatore polacco
- 1999 - Veronika Šípová, cestista ceca
- 2000 - Barbra Banda, calciatrice zambiana
- 2000 - Kieran Freeman, calciatore scozzese
- 2000 - Calvin Harris, calciatore inglese
- 2000 - Nicola Kuhn, tennista tedesco
- 2000 - Hafsanur Sancaktutan, attrice turca
- 2000 - Wu Shaocong, calciatore cinese

## XXI secolo(30)
- 2001 - Nik'a Gagnidze, calciatore georgiano
- 2001 - Urko González de Zárate, calciatore spagnolo
- 2001 - Tristan Jussaume, ciclista su strada e pistard canadese
- 2001 - Yahya Kalley, calciatore svedese
- 2001 - Sosorbaram Lkhagvasuren, judoka mongola
- 2001 - Tijmen van Loon, pistard olandese
- 2001 - Samwel Masai, mezzofondista keniota
- 2001 - Abduvohid Ne'matov, calciatore uzbeko
- 2001 - Apostolos Papastamos, nuotatore greco
- 2001 - Braima Sambú, calciatore portoghese
- 2002 - Jahmyr Gibbs, giocatore di football americano statunitense
- 2002 - Emilio Kehrer, calciatore tedesco
- 2002 - Fabrizio Roca, calciatore peruviano
- 2002 - Matteo Romano, cantautore italiano
- 2002 - Matteo Zurloni, arrampicatore italiano
- 2003 - Cooper Hoffman, attore statunitense
- 2003 - Illja Kvasnycja, calciatore ucraino
- 2003 - Daniel Langhamer, calciatore ceco
- 2003 - Alex Monis, calciatore statunitense
- 2003 - Nemanja Motika, calciatore serbo
- 2003 - Fabricio Vidal, calciatore uruguaiano
- 2003 - Facundo da Costa, calciatore uruguaiano
- 2004 - Frank Junior Adjei, calciatore ghanese
- 2004 - Šimun Hrgović, calciatore croato
- 2004 - Fran Topić, calciatore croato
- 2004 - Leandro Umpiérrez, calciatore uruguaiano
- 2005 - Gabriele Minì, pilota automobilistico italiano
- 2005 - Cameron Spalding, snowboarder canadese
- 2006 - Bruno Centeno, calciatore uruguaiano
- 2018 - Nanasipauʻu Eliana, principessa tongana

## Senza anno specificato(2)
- Kristin M. Burke, costumista statunitense
- Saori Ōoka, fumettista giapponese